# Чемпіонат УРСР з легкої атлетики 1961
Чемпіонат УРСР з легкої атлетики 1961 року відбувся на початку вересня у Києві.
На чемпіонаті львів'янин Юрій Кутенко встановив новий рекорд Європи в десятиборстві (8360 очок)..

## Медалісти

### Чоловіки
| Дисципліни                | Золото                            | Золото       | Срібло | Срібло | Бронза | Бронза |
| ------------------------- | --------------------------------- | ------------ | ------ | ------ | ------ | ------ |
| 100 метрів                | Анатолій Редько Ужгород           | 10,4         |        |        |        |        |
| 200 метрів                | В'ячеслав Хричов Львів            | 21,7         |        |        |        |        |
| 400 метрів                | Григорій Свербетов Одеса          | 47,9         |        |        |        |        |
| 800 метрів                | Іван Бєлицький Одеса              | 1.49,6       |        |        |        |        |
| 1500 метрів               | Іван Бєлицький Одеса              | 3.48,2       |        |        |        |        |
| 5000 метрів               | Леонід Мисик Київ                 | 14.09,7      |        |        |        |        |
| 10000 метрів              | Іван Чернявський Рівне            | 30.06,0      |        |        |        |        |
| 110 метрів з бар'єрами    | Михайло Стороженко Львів          | 14,4         |        |        |        |        |
| 400 метрів з бар'єрами    | Василь Анисимов Київ              | 51,4         |        |        |        |        |
| 3000 метрів з перешкодами | Едуард Осипов Одеса               | 8.46,1       |        |        |        |        |
| Ходьба 20 кілометрів      | Юрій Кирилов Київ                 | 1:37.41,6    |        |        |        |        |
| Ходьба 50 кілометрів      | Олександр Сєрий Донецьк           | 4:31.27,0    |        |        |        |        |
| Стрибки у висоту          | Володимир Сіткін Київ             | 2,03 м       |        |        |        |        |
| Стрибки з жердиною        | Віталій Чорнобай Львів            | 4,40 м       |        |        |        |        |
| Стрибки у довжину         | Антон Халаджі Харків              | 7,33 м       |        |        |        |        |
| Потрійний стрибок         | Анатолій Аляб'єв Київ             | 15,94 м      |        |        |        |        |
| Штовхання ядра            | Віталій Шабленко Київ             | 16,67 м      |        |        |        |        |
| Метання диска             | Віктор Компанієць Київ            | 52,39 м      |        |        |        |        |
| Метання молота            | Олександр Бакараджієв Сімферополь | 62,53 м      |        |        |        |        |
| Метання списа             | Віктор Цибуленко Київ             | 76,57 м      |        |        |        |        |
| Десятиборство             | Юрій Кутенко Львів                | 8360 очок ER |        |        |        |        |

### Жінки
| Дисципліни            | Золото                          | Золото    | Срібло | Срібло | Бронза | Бронза |
| --------------------- | ------------------------------- | --------- | ------ | ------ | ------ | ------ |
| 100 метрів            | Нонна Полякова Дніпропетровськ  | 11,7      |        |        |        |        |
| 200 метрів            | Нонна Полякова Дніпропетровськ  | 24,8      |        |        |        |        |
| 400 метрів            | Людмила Лисенко Дніпропетровськ | 56,1      |        |        |        |        |
| 800 метрів            | Людмила Лисенко Дніпропетровськ | 2.07,8    |        |        |        |        |
| 80 метрів з бар'єрами | Лілія Макошина Київ             | 11,0      |        |        |        |        |
| Стрибки у висоту      | Зінаїда Мельник Дніпропетровськ | 1,60 м    |        |        |        |        |
| Стрибки у довжину     | Тетяна Коцар Донецьк            | 5,67 м    |        |        |        |        |
| Штовхання ядра        | Марія Кузнецова Київ            | 15,22 м   |        |        |        |        |
| Метання диска         | Любов Кузьміна Київ             | 48,18 м   |        |        |        |        |
| Метання списа         | Раїса Петруша Київ              | 49,98 м   |        |        |        |        |
| П'ятиборство          | Антоніна Карташова Донецьк      | 4540 очок |        |        |        |        |